# Scoposcartula limitata
Scoposcartula limitata är en insektsart som beskrevs av Victor Antoine Signoret 1853. Scoposcartula limitata ingår i släktet Scoposcartula och familjen dvärgstritar. Inga underarter finns listade i Catalogue of Life.